# Triodopsis
Triodopsis är ett släkte av snäckor. Triodopsis ingår i familjen Polygyridae.

## Dottertaxa tillTriodopsis, i alfabetisk ordning[1]
- Triodopsis alabamensis
- Triodopsis albolabris
- Triodopsis alleni
- Triodopsis anteridon
- Triodopsis burchi
- Triodopsis caroliniensis
- Triodopsis chadwicki
- Triodopsis claibornensis
- Triodopsis complanata
- Triodopsis cragini
- Triodopsis denotata
- Triodopsis dentifera
- Triodopsis discoidea
- Triodopsis divesta
- Triodopsis fallax
- Triodopsis fosteri
- Triodopsis fradulenta
- Triodopsis fulciden
- Triodopsis fulcidens
- Triodopsis henriettae
- Triodopsis hopetonensis
- Triodopsis juxtidens
- Triodopsis lioderma
- Triodopsis major
- Triodopsis maratima
- Triodopsis messana
- Triodopsis multilineata
- Triodopsis neglecta
- Triodopsis obsoleta
- Triodopsis obstricta
- Triodopsis occidentalis
- Triodopsis palustris
- Triodopsis pendula
- Triodopsis picea
- Triodopsis platysayoides
- Triodopsis rugosa
- Triodopsis soelneri
- Triodopsis tennesseensis
- Triodopsis tridentata
- Triodopsis vannostrandi
- Triodopsis vulgata
- Triodopsis vultuosa